# كيغان ديويت
كيغان ديويت (بالإنجليزية: Keegan DeWitt)‏ هو مغن مؤلف وملحن أمريكي، ولد في 8 أبريل 1982 في بيند في الولايات المتحدة.

## وصلات خارجية
- الموقع الرسمي
- كيغان ديويت على موقع IMDb (الإنجليزية)
- كيغان ديويت على موقع ميوزك برينز (الإنجليزية)
- كيغان ديويت على موقع ديسكوغز (الإنجليزية)
- كيغان ديويت على موقع قاعدة بيانات الفيلم (الإنجليزية)